# Ji Yunshi
Ji Yunshi (chinesisch 季允石; * September 1945 in Haimen, Jiangsu) ist ein ehemaliger chinesischer Politiker der Kommunistischen Partei Chinas (KPCh), der unter anderem zwischen 1998 und 2002 Gouverneur von Jiangsu sowie von 2002 bis 2006 Gouverneur von Hebei war.

## Leben
Ji Yunshi absolvierte nach dem Schulbesuch ein Physikstudium an der Shandong-Universität. Während der Kulturrevolution wurde er zur „körperlichen Arbeit“ in die Provinz Jiangsu entsandt und arbeitete von 1970 bis 1971 im Bergwerk Xishan in Suzhou. Danach war er zwischen 1971 und 1978 Mitarbeiter der Fabrik für leichte industrielle elektrische Maschinen in Suzhou und trat in dieser Zeit 1975 der Kommunistischen Partei Chinas (KPCh) als Mitglied bei. Nachdem er von 1978 bis 1980 stellvertretender Direktor sowie zuletzt Direktor dieser Fabrik war, fungiert er zwischen 1980 und 1982 erst als stellvertretender Direktor und zuletzt als Direktor des 2. Amtes für Leichtindustrie von Suzhou sowie zusätzlich als stellvertretender Sekretär des Parteikomitees dieses Amtes. Im Anschluss  war er zwischen 1982 und 1984 zunächst stellvertretender Sekretär sowie daraufhin 1984 Sekretär des Kommunistischen Jugendverbandes Chinas (KJVC) der Provinz Jiangsu. Er fungierte von 1984 bis 1989 als Sekretär des Parteikomitees der Bezirksfreien Stadt Lianyungang und wurde 1989 zunächst zum Vize-Gouverneur der Provinz Jiangsu ernannt sowie zwischen 1993 und 1998 zum Vize-Gouverneur der Provinz Jiangsu gewählt. Daneben war er zwischen 1994 und 1998 Mitglied des Ständigen Ausschusses des Parteikomitees dieser Provinz. Auf dem XV. Parteitag der Kommunistischen Partei Chinas (12. bis 19. September 1997) wurde er Kandidat des Zentralkomitees der Kommunistischen Partei Chinas (ZK der KPCh).
Als Nachfolger von Zheng Silin wurde Ji im September 1998 zunächst kommissarischer Gouverneur sowie am 7. Februar 1999 Gouverneur von Jiangsu und bekleidete diese Funktion bis zum 17. Dezember 2002, woraufhin Liang Baohua ihn ablöste. Er war zugleich zwischen 2001 und 2002 stellvertretender Sekretär des Parteikomitees sowie Mitglied des Ständigen Ausschusses des Parteikomitees dieser Provinz. Auf dem XVI. Parteitag (8. bis 14. November 2002) wurde er Mitglied des ZK der KPCh und gehörte diesem Führungsgremium der Partei bis zum XVII. Parteitag (15. bis 21. Oktober 2007) an. Als Nachfolger von Niu Maosheng wurde er am 21. Dezember 2002 erst kommissarischer Gouverneur sowie am 18. Januar 2003 Gouverneur von Hebei und bekleidete diese Funktion bis zum 31. Oktober 2006, woraufhin Guo Gengmao ihn ablöste.
Nach Beendigung seiner Amtszeit als Gouverneur löste Ji Yunshi im Oktober 2006 Wan Xueyuan als Vize-Minister für im Ministerium für Humanressourcen und soziale Sicherheit sowie in Personalunion als Direktor der Staatlichen Verwaltung für ausländische Sachverständige ab, eine staatliche Behörde, die für die Anwerbung ausländischer Experten außerhalb des chinesischen Festlandes – einschließlich Taiwan und der Sonderverwaltungszonen – für die Arbeit in der VR China und die Verwaltung der Ausbildung chinesischer Staatsangehöriger außerhalb der VR China verantwortlich war. Er hatte diese beiden Funktionen bis Februar 2011 inne und wurde daraufhin von Zhang Jianguo abgelöst.